# Harquahala Mountains
Die Harquahala Mountains (Yavapai: ʼHakhe:la) sind der höchste Gebirgszug im Südwesten Arizonas in den Vereinigten Staaten. Sie liegen südwestlich der Orte Aguila und Wenden. Der Name stammt von ʼHakhe:la aus der Sprache der Yavapai und bedeutet in etwa „fließendes Wasser“. Das Gebiet erstreckt sich von Nordosten nach Südwesten und ist ca. 32 km lang und an der breitesten Stelle 20 km breit.

## Beschreibung
Im Nordosten befinden sich zwei markante Gipfel, der Eagle Eye Mountain und der Eagle Eye Peak. Dieser hat eine natürliche Öffnung, was den Anschein eines großen Auges am Gipfel erweckt. Das ist  namensgebend für die Gipfel und für den Ort Aguila (Spanisch für Adler). Der höchste Punkt, der Harquahala Peak, erhebt sich auf 1732 m. Am südwestlichen Ende des Bereichs befindet sich der Socorro Peak mit 1134 m.
Der windige Gipfel ist über eine mit Allradantrieb befahrbare Straße erreichbar. Er wurde von der U.S. Army in den 1880er Jahren als Heliographenstation genutzt. 1920 wurde auf diesem Gipfel eine Sternwarte des Smithsonian Astrophysical Observatory errichtet und für fünf Jahre betrieben, bevor sie in das Table Mountain Observatory in der Nähe von Wrightwood in Kalifornien verlegt wurde.
Die 1990 eingerichtete und circa 93 km² große Harquahala Mountain Wilderness liegt im Norden und Osten des Gipfels auf der Grenze zwischen Maricopa und La Paz County.
Am südwestlichen Ende des Gebirges gibt es Gipsbergwerke und in der Vergangenheit gab es umfangreiche Gold- und Silberbergwerke.